# Golzheim
Golzheim is een plaats in de Duitse gemeente Merzenich, deelstaat Noordrijn-Westfalen, en telt 1.402 inwoners (30 november 2020).
Golzheim ligt ruim 3 kilometer ten oosten van de hoofdplaats Merzenich aan de Bundesstraße 264 Düren - Kerpen. In de spitsuren op werkdagen is het dorp vanuit Düren per bus bereikbaar.
Het dorp ligt in de Zülpicher Börde, een vrij vlak, door de lössbodems vruchtbaar, intensief gebruikt landbouwgebied. Het landschap is weids en doet door het geringe aantal bomen hier en daar kaal aan.
Golzheim is, zoals alle plaatsen in deze streek, reeds voor het begin van de jaartelling bewoond door Kelten. In de eeuwen daarna vestigden zich hier Romeinen, van wie veel archeologische sporen zijn teruggevonden, en vanaf de 4e eeuw Franken. Mogelijk heeft een Frankische man met de naam Godulf er met zijn familie een huis (heim) gehad; dit zou de dorpsnaam kunnen verklaren. In 1015 wordt Golzheim voor het eerst in een document vermeld. Golzheim was blijkens een 14e-eeuws document een van de 15 dorpen bij het legendarische Bürgewald ( zie: Arnoldsweiler), die een jaarlijkse belasting in natura moesten betalen in de vorm van bijenwas voor kerkkaarsen.
De periode 1550-1770 was door regelmatige plunderingen en brandstichtingen door soldaten tijdens diverse oorlogen, en door regelmatig terugkerende epidemieën van ernstige, vaak dodelijke ziektes voor Golzheim een rampzalige tijd.
In 1895 brandde de dorpskerk tot de grond toe af. De oude kerktoren bleef gespaard en is sedert 1929 een oorlogsmonument. In 1897 verrees een nieuwe dorpskerk, de neogotische St. Gregoriuskerk. In het dorp is een speciale verering voor Onze-Lieve-Vrouw van Fátima. Aan haar is in 1957 een speciale, door een navolger van de Franse architect Le Corbusier ontworpen, kapel gewijd.

## Galerij

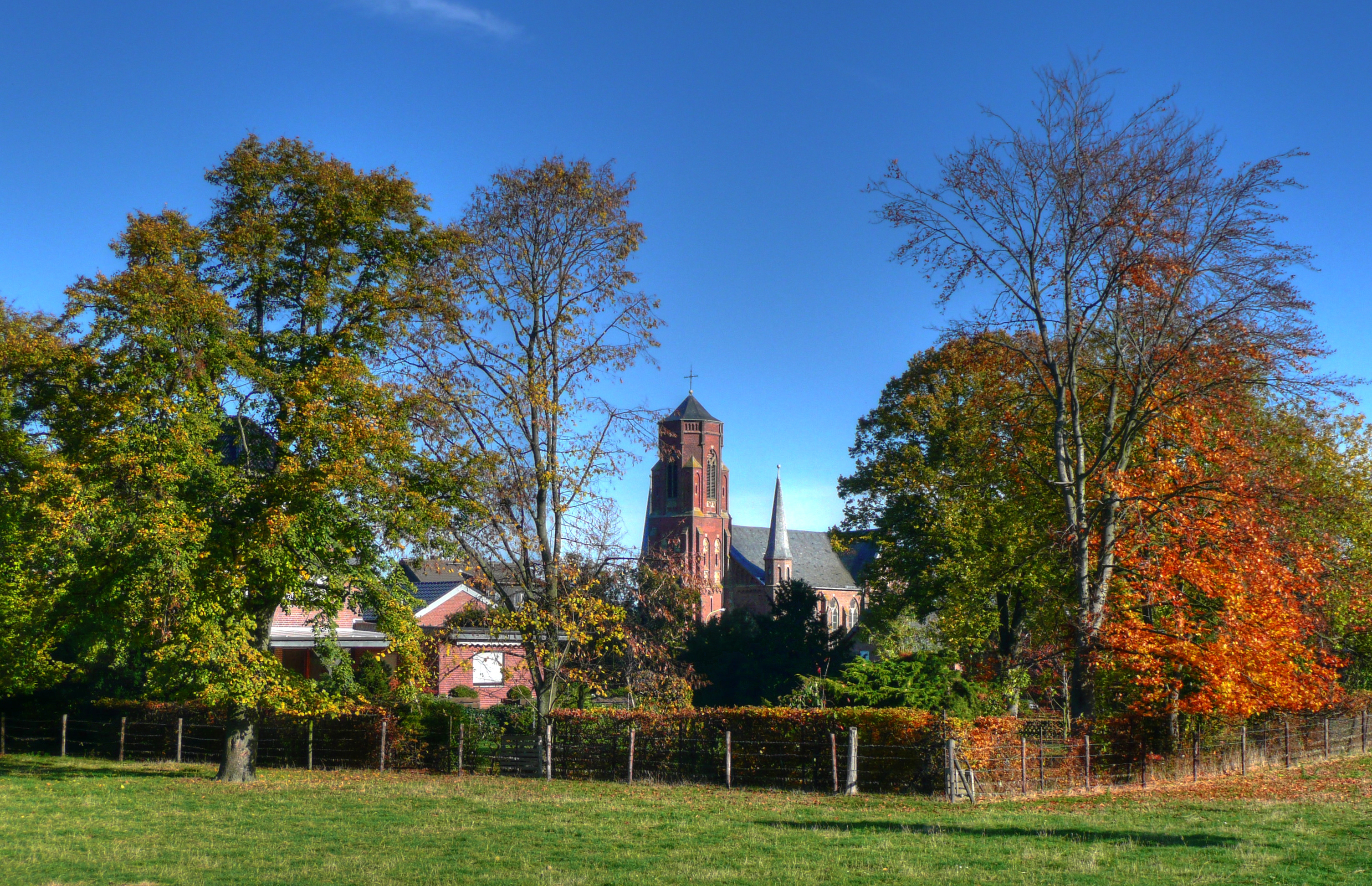
Wenauer Hof, dorpskerk
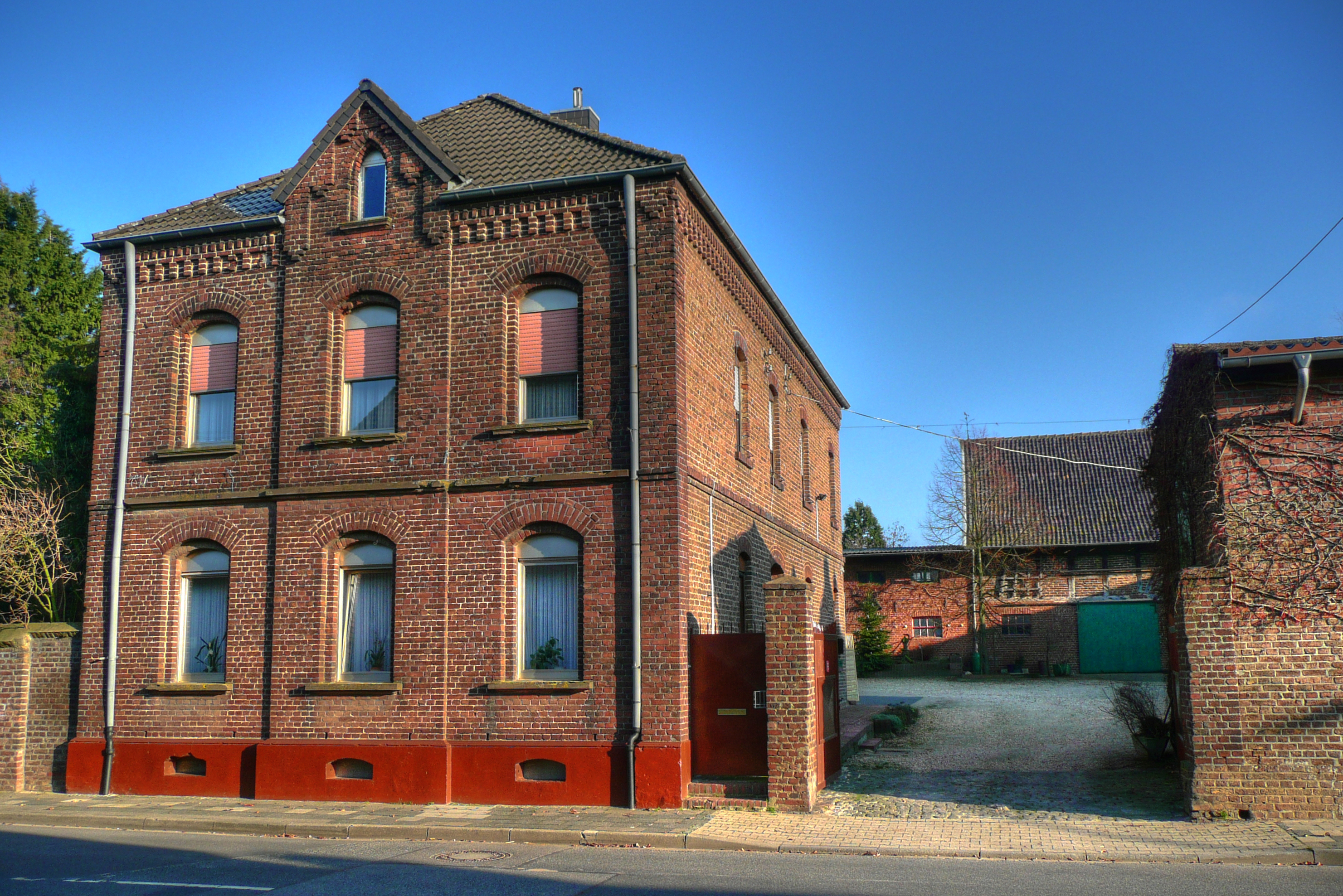
Boerderij Müller
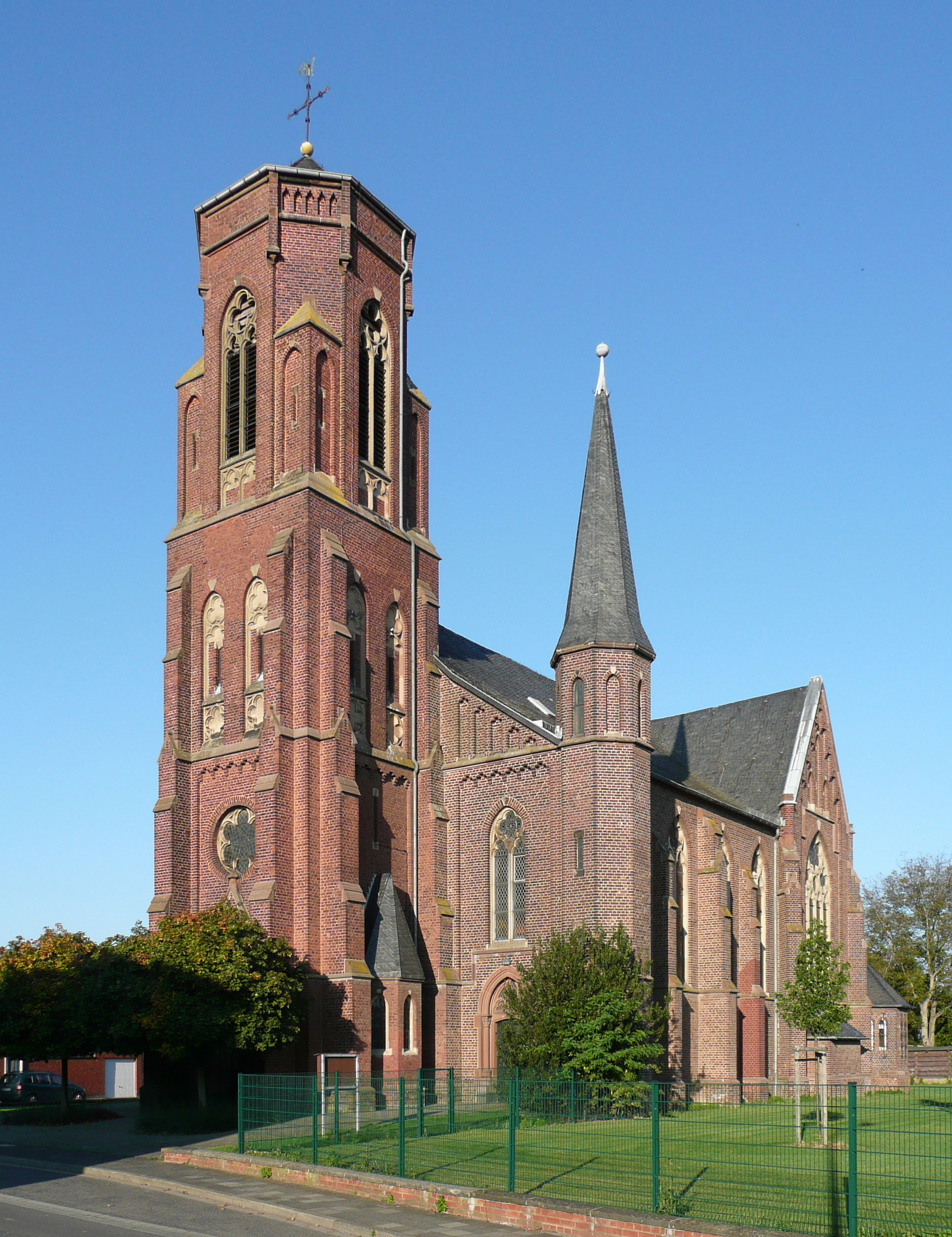
St. Gregoriuskerk
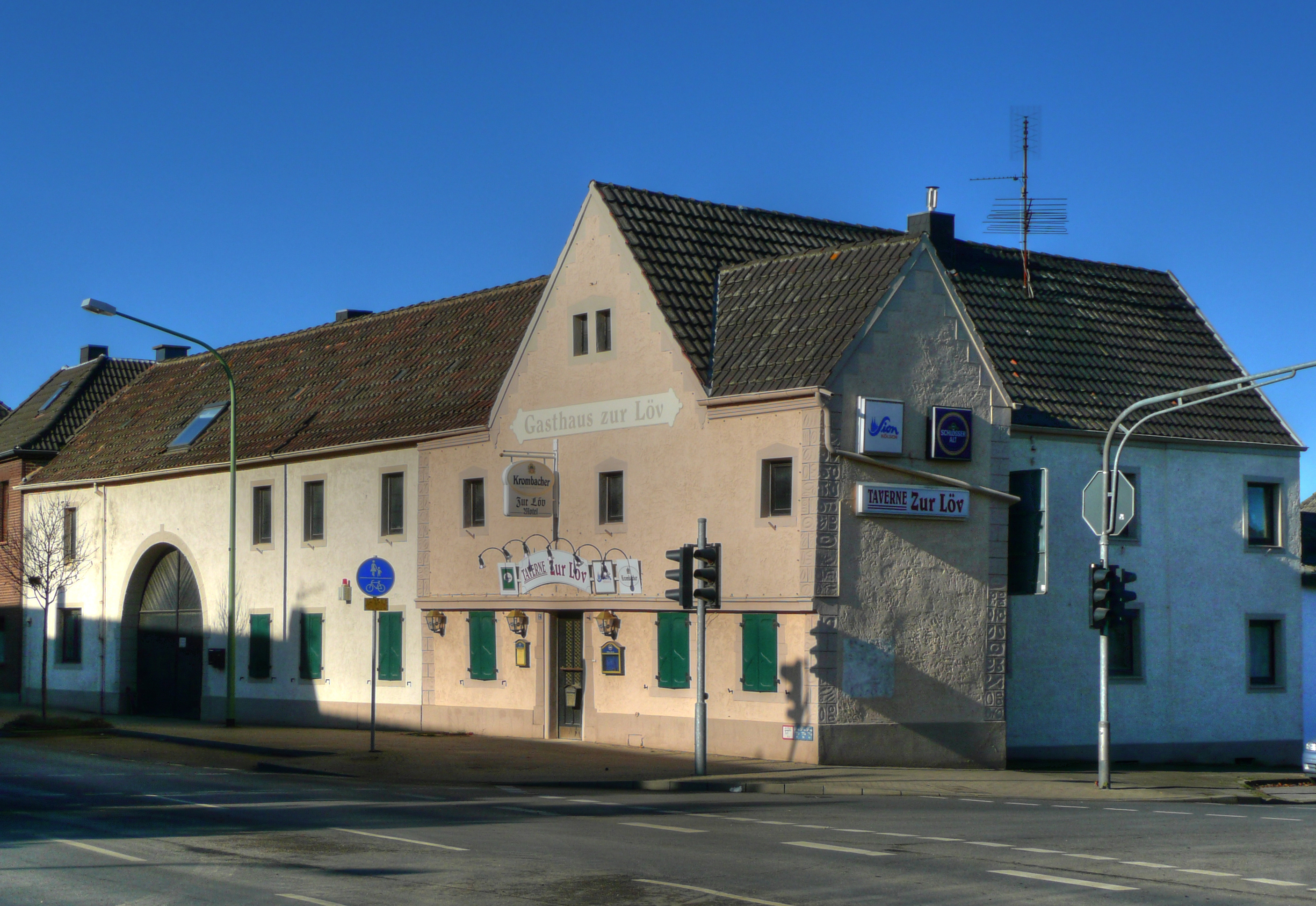
Hotel Zur Löv (gebouw uit de 18e eeuw)
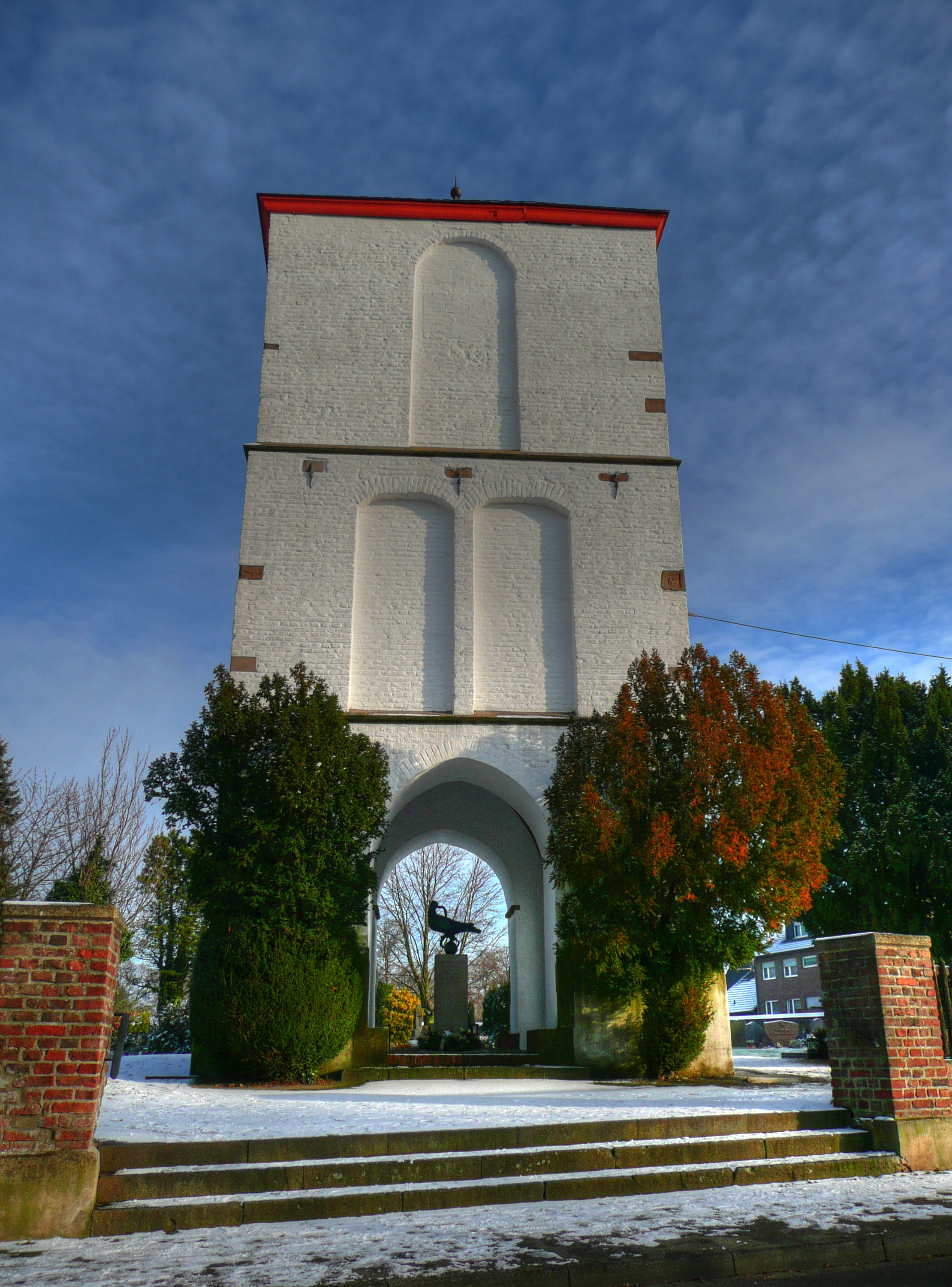
Oude kerktoren
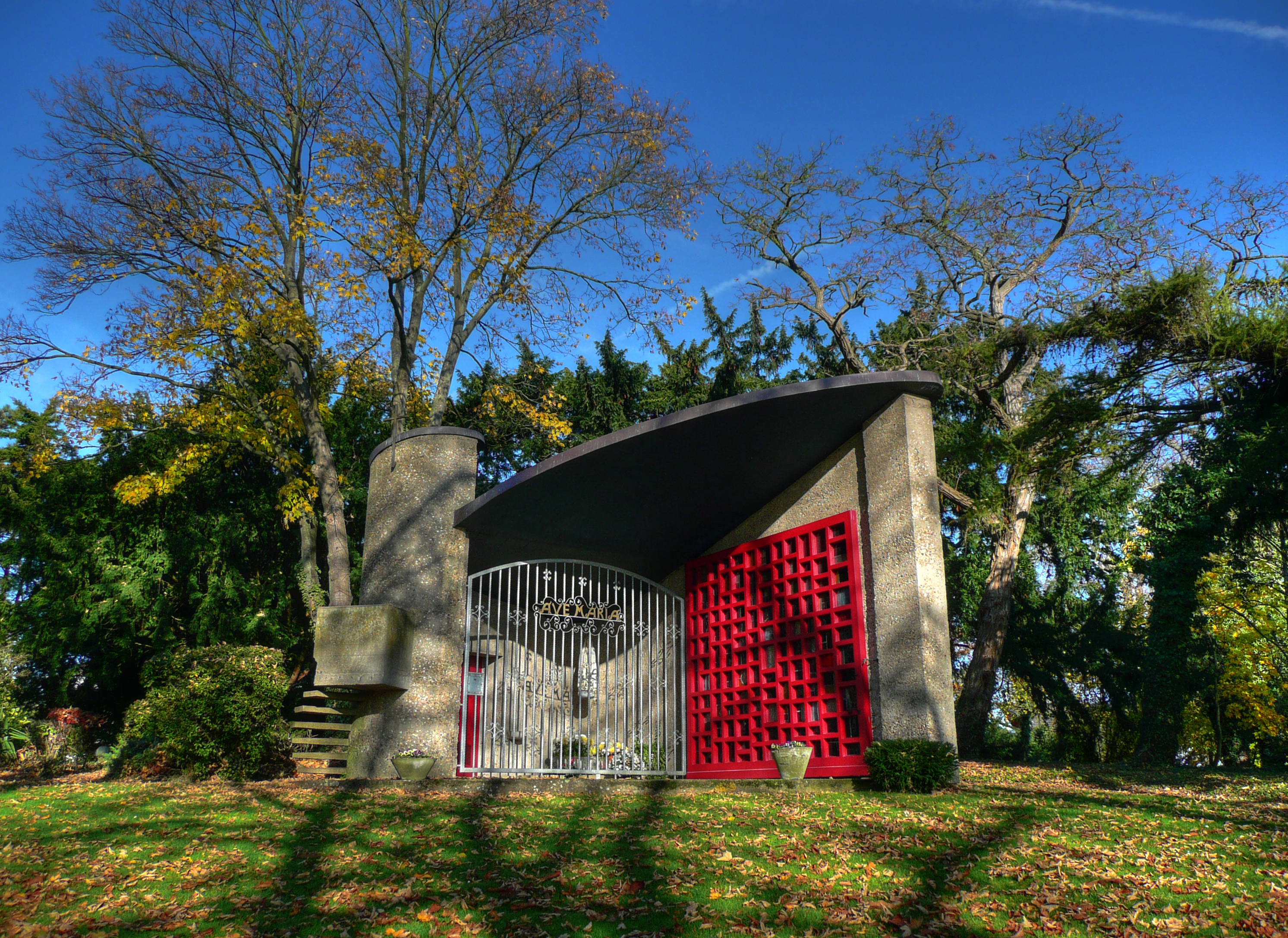
Kapel O.L.V. van Fátima

Het dorp en zijn omgeving zijn rijk aan oude, soms kasteelachtige boerderijen, bewoond door families, die in de loop der eeuwen invloedrijk waren. Deze grote hoeven bepalen het dorpsbeeld in belangrijke mate.